# كاميليا (زهرة)
الكامِيلِيَة أو الكامِيلِيَا (الاسم العلمي: Camellia) أزهار الكاميلية تكون وردية أو حمراء أو بيضاء اللون وهي زهرة لنبات شجيري ينبت في الشتاء والربيع، يعيش في الظل ولا يحتاج إلا إلى كمية قليلة من ضوء الشمس، ولكن يحتاج إلى النور كثيراً ويمكن زراعة الكاميلية بالبذور أو الغرس وكذلك يمكن قطع عقله بها براعم من ساق أحد النباتات وزراعتها من سبتمبر حتى فبراير من كل عام. تحتاج الكاميلية لتربة غنية بالمغذيات جيدة الصرف للماء.

## الري
تروى في الشتاء ري معتدل لأن الإسراف يسبب تعفن الجذور، في الصيف سقاية منتظمة مرة أو مرتين أسبوعيًا.

## التخصيب
يمكن استخدام أي مخصب عضوي سائل في الخريف والربيع .
الزراعة: يجب أن تكون الحفرة 3 أضعاف مساحة تربة الشتلة مع خلط السماد مع تربة الحفرة، ويجب أن تسقى الشتلة قبل وضعها في الأرض، كما يمكن تخفيف الجذور الزائدة وفك تشابكها بعد إخراجها من الأصيص.

## زيت الكاميلية
اشتهر هذا الزيت في اليابان كزيت يستخدم في الطهو منذ آلاف السنين، ومع الوقت بدأ يستخدم في عناية الشعر والبشرة لدى النساء اليابانيات . عرف كمرطّب فعال في اليابان منذ وقت طويل، ويكتسب اليوم شهرة عالمية فضلًا لفوائده المتعدّدة. يتغلغل زيت الكاميلية داخل المسامات ويغذّي البشرة بالأوميجا 9 وفيتامين e وكولاجين النبات والبروتين.
زيت متنوّع: يستخدم زيت الكاميلية على الشعر أيضاً إذ يحتوي على تركيبة مشابهة لتلك التي يتعرّف عليها شعرك، يوضع هذا الزيت من منتصف خصلات الشعر نحو الأطراف، ويستخرج الزيت من قلب زهرة الكاميلية من قبل النساء اليابانيات .

## أوراق الكاميلية
مفيد جدًا للتخسيس حيث إنه مقلل لامتصاص السكريات وحارق للدهون.

## معرض صور

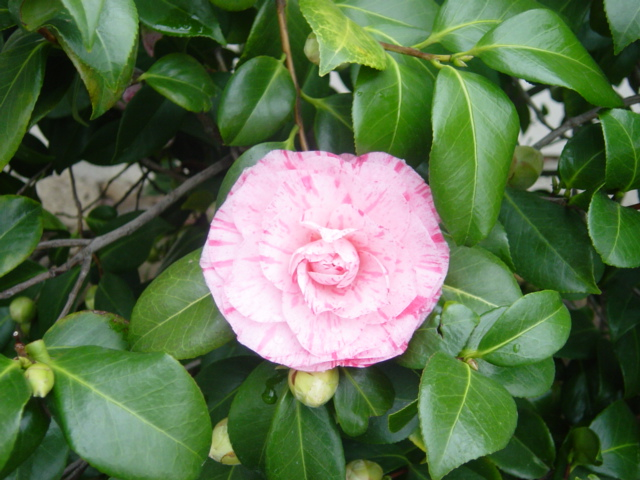
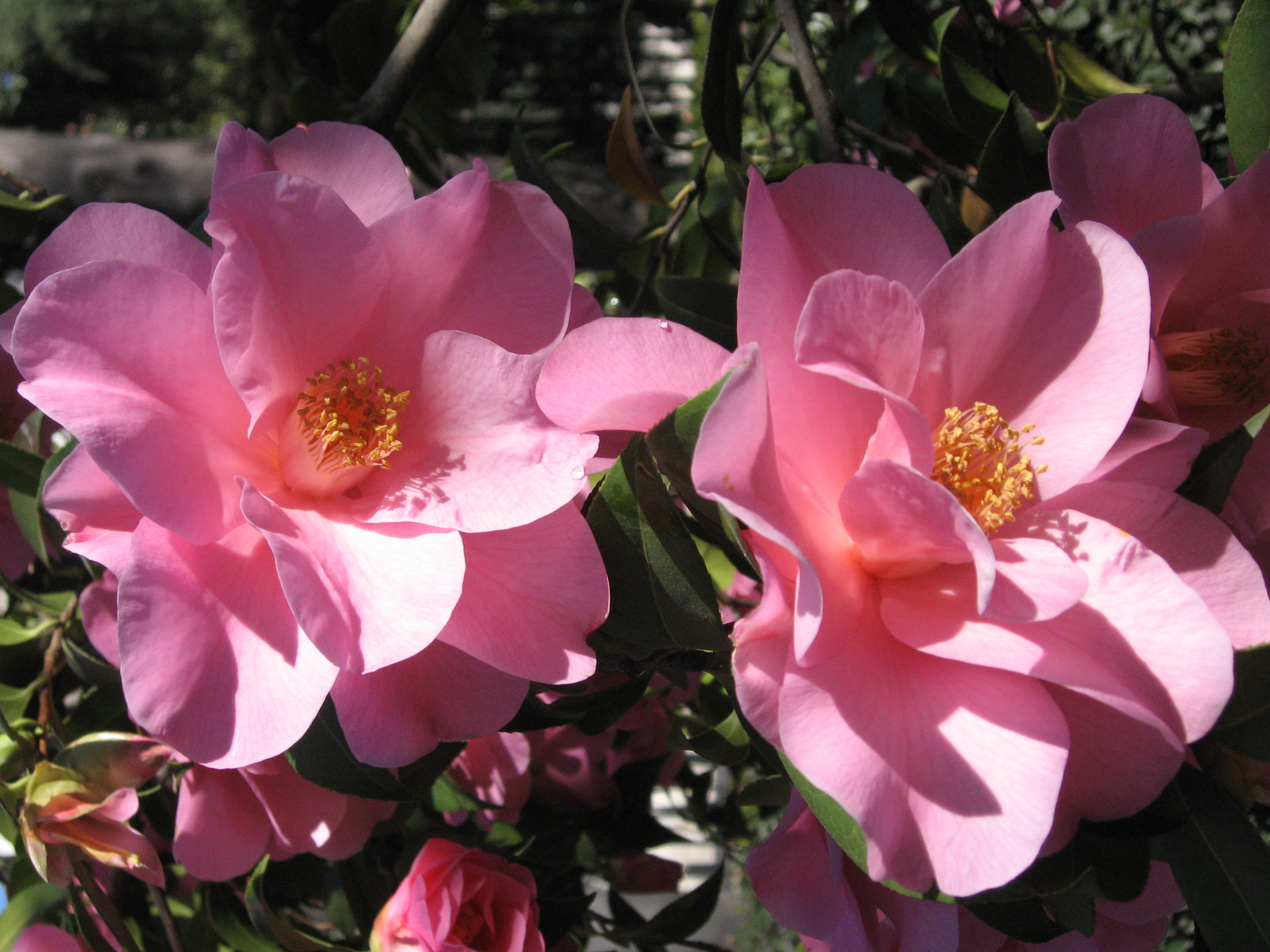
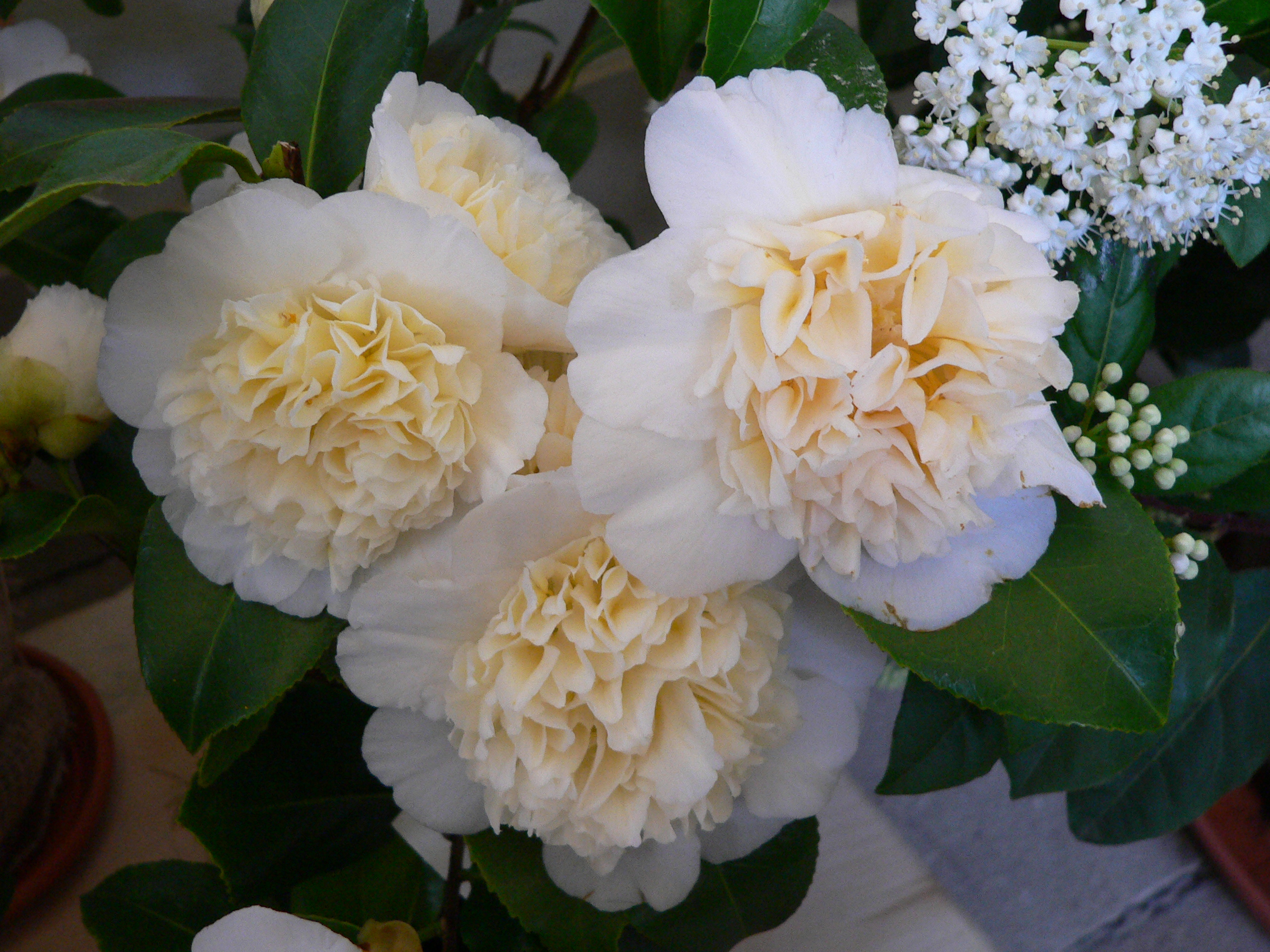
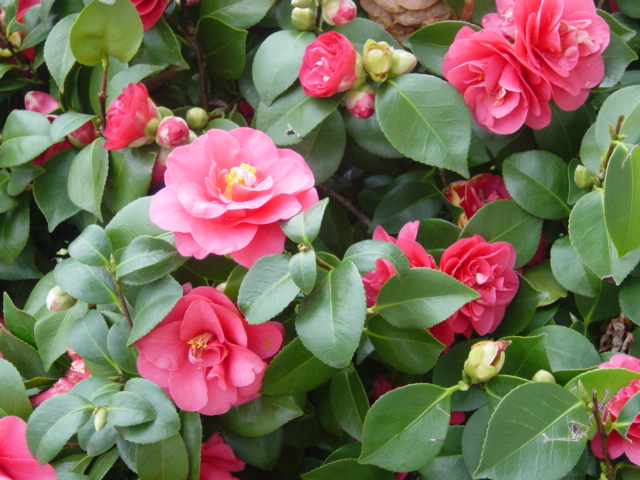